# Saint-Symphorien-d’Ancelles
Saint-Symphorien-d’Ancelles ist eine französische Gemeinde mit 1.128 Einwohnern (Stand: 1. Januar 2022) im Département Saône-et-Loire in der Region Bourgogne-Franche-Comté. Die Gemeinde gehört zum Arrondissement Mâcon und zum Kantons La Chapelle-de-Guinchay.

## Geografie
Saint-Symphorien-d’Ancelles liegt in der Landschaft Beaujolais, im Weinbaugebiet Bourgogne; hier wird aus den Trauben vor allem der Crémant de Bourgogne, der Bourgogne Aligoté, der Bourgogne Passetoutgrain und der Bourgogne Grand Ordinaire produziert. Die Saône begrenzt die Gemeinde im Osten. Hier münden auch mehrere Zuflüsse, darunter die Mauvaise.
Umgeben wird Saint-Symphorien-d’Ancelles von den Nachbargemeinden La Chapelle-de-Guinchay im Norden, Saint-Didier-sur-Chalaronne im Osten, Dracé im Süden sowie Romanèche-Thorins im Westen.

## Geschichte
1975 wurde die bis dahin eigenständige Kommune Saint-Romain-des-Îles an die Gemeinde angeschlossen.

## Bevölkerungsentwicklung
| Jahr                      | 1962 | 1968 | 1975 | 1982 | 1990 | 1999 | 2006 | 2013 |
| ------------------------- | ---- | ---- | ---- | ---- | ---- | ---- | ---- | ---- |
| Einwohner                 | 858  | 890  | 736  | 831  | 793  | 879  | 959  | 1119 |
| Quelle: Cassini und INSEE |      |      |      |      |      |      |      |      |

## Sehenswürdigkeiten

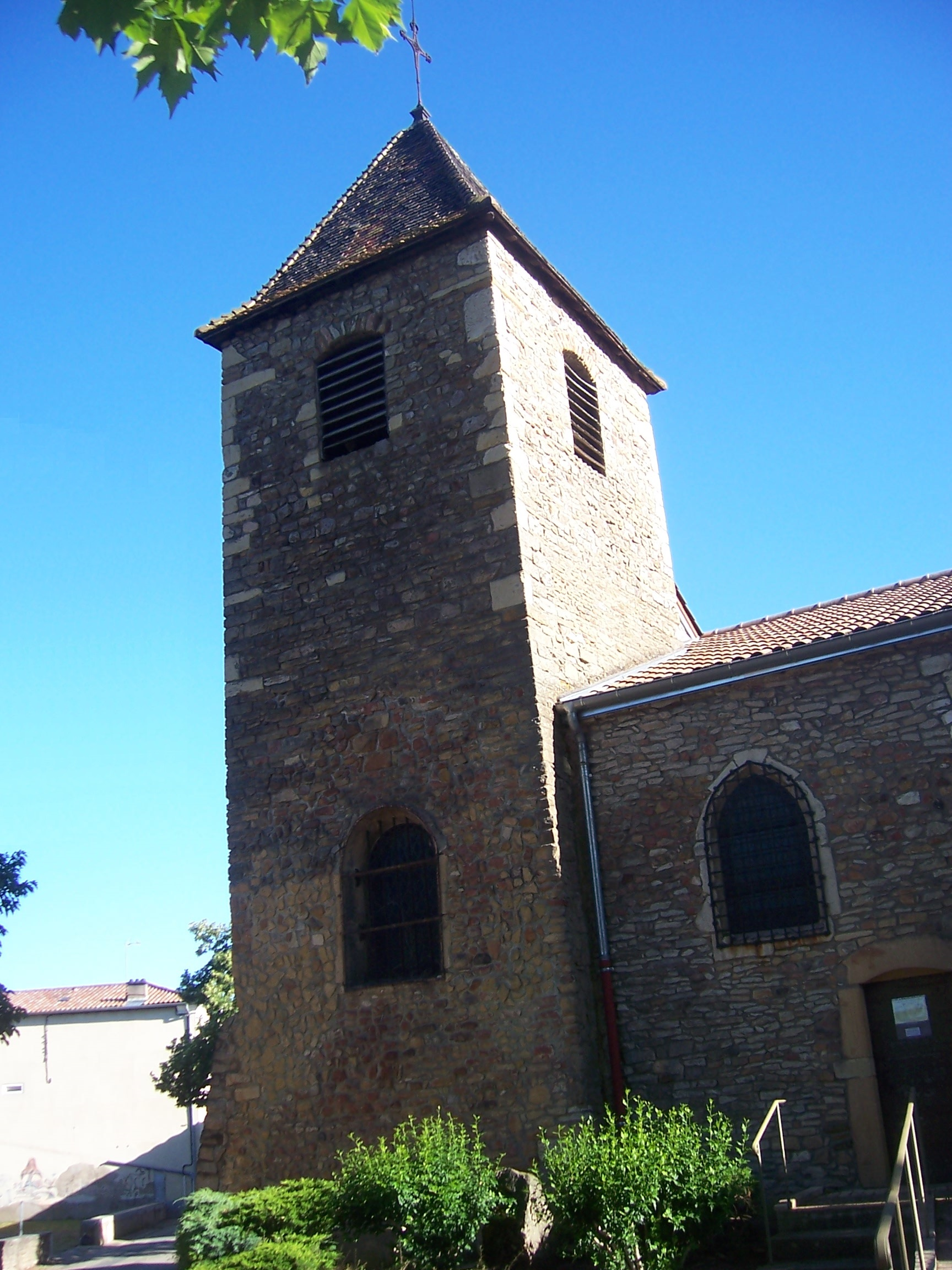
Kirche

- Kirche Saint-Romain in Saint-Romain-des-Îles aus dem 11./12. Jahrhundert